# Akkaradech Satarntoong
Akkaradech Satarntoong (thailändisch อัครเดช สถานทุง, * 29. April 1985 in Phitsanulok) ist ein thailändischer Fußballspieler.

## Karriere
Akkaradech Satarntoong stand bis Ende 2019 beim Lampang FC unter Vertrag. Wo er vorher gespielt hat, ist unbekannt. Der Verein aus Lampang spielte in der zweithöchsten Liga des Landes, der Thai League 2. 2019 absolvierte er für Lampang 22 Zweitligaspiele. Anfang 2020 wechselte er zum Phitsanulok FC. Der Verein spielte Anfang 2020 in der vierten Liga, der Thai League 4, in der Northern Region. Nach zwei Spieltagen wurde die Liga wegen der COVID-19-Pandemie abgebrochen. Während der Pause wurde vom Verband beschlossen, dass man die Thai League 3 und die Thai League 4 zusammenlegen werde. Die dritte Liga spielte ab September in sechs Regionen. Nach der Umstrukturierung spielte er mit dem Verein aus Phitsanulok in der dritten Liga. Hier trat man in der Norther Region an. Am Ende der Saison 2022/23 wurde er mit dem Verein Meister der Region. In den Aufstiegsspielen zur zweiten Liga konnte man sich jedoch nicht durchsetzen.

## Erfolge
Phitsanulok FC
- Thai League 3 – North: 2022/23